# O Corpo (1991)
O Corpo é um filme brasileiro de comédia de 1991 dirigido por José Antônio Garcia, que também é o autor do roteiro em parceria com Alfredo Oroz. Baseado no conto "A Via-Crúcis do Corpo", de Clarice Lispector, tem duração de 84 minutos e é estrelado por Antônio Fagundes, Marieta Severo, Cláudia Jimenez e Carla Camurati.

## Sinopse
"Enquanto os outros fazem às escondidas, eu faço às claras.” Esta é a principal defesa do farmacêutico e machão Xavier. Ele vive abertamente e em perfeita união com duas mulheres: Carmem e Bia. O clima é de total harmonia, apesar de bigamia ser reprovada pela sociedade. Até que um dia, elas descobrem que o garanhão arrumou uma amante: a prostituta de cabaré Monique.
Inconformadas com a traição, Bia e Carmem fazem um pacto macabro, transformando o tom farsesco inicial em tragicomédia.

## Elenco
- Antônio Fagundes… Xavier
- Marieta Severo… Carmem
- Cláudia Jimenez… Beatriz (Bia)
- Sérgio Mamberti… delegado Salvador
- Carla Camurati… Monique
- Maria Alice Vergueiro… mulher de Salvador
- Lala Deheinzelin
- Arrigo Barnabé
- Guilherme de Almeida Prado
- Daniel Filho…homem no avião
- Carlos Reichenbach
- Ricardo Pettine

## Prêmios
Festival de Brasília 1991
● Melhor filme   
● Melhor atriz  Marieta Severo/Cláudia
Gimenez
● Melhor roteiro   José Antonio Garcia/Alfredo Oroz
● Melhor trilha sonora  Arrigo Barnabé/Paulo Barnabé
● Melhor montagem 
Festival Internacional de Cinema de Cartagena
● Melhor filme
● Melhor  ator   Antônio Fagundes

● Melhor roteiro 

## Ligações Externas
- O Corpo. no IMDb.